# Szücs Ervin
Szűcs Ervin (Budapest, 1930. január 23. – Budapest, 2008. január 6.) gépészmérnök, egyetemi tanár.
A Budapesti Műszaki Egyetemen lett okleveles gépészmérnök. 1961-ben a műszaki tudomány kandidátusa, 1974-ben a műszaki tudomány doktora lett. Az egykori Hőtechnikai Kutató Intézet (ma Villamosenergiaipari Kutató Intézet) munkatársaként a tüzeléstechnikai rendszerek modellezésével, üzemi kísérleteivel foglalkozott. Tíz évig vezette az Építéstudományi Intézet számítóközpontját. 1979 és 1995 között az Eötvös Loránd Tudományegyetem egyetemi tanára, a technika szakos tanárképzés megszervezője, az Általános Technika Tanszék alapító tanszékvezető egyetemi tanára. 1984–88 között másodállásban a pécsi Janus Pannonius Tudományegyetem tanszékvezető egyetemi tanára. 1988-tól 1990-ig vezette az Országos Pedagógiai Intézet informatikai és technikai nevelési kollégiumát, 1990–1993 között az Országos Közoktatási Intézet tudományos tanadója volt. Vezetésével új rendszerű (moduláris) tantervet dolgoztak ki. Tagja volt az MTA Tudomány- és Technikatörténeti Komplex Bizottságának. 1990 és 1991 között a darmstadti Műszaki Főiskola vendégprofesszora volt. 1999–2002 között meghívott előadó volt a Szolnoki Főiskola budapesti levelező tagozatán. Nyugdíjasként rendszeresen tartott előadást az ELTE technika szakos tanár hallgatóinak. Részt vett a Magyar nagylexikon munkáiban, technika tárgyú szócikkek írásában és a lektorálásban. 19 könyv, 17 tankönyv, 145 szakcikk, 26 újságcikk szerzője. Három gyermeke van.

## Főbb művei
- A gáztüzelés alapjai (1970)
- Dialógusok a műszaki tudományokról (1971)
- Hasonlóság és modell (1972)
- Beszélgessünk a technikáról (1979)
- Similitude and Modelling (1980)
- Technika és rendszer (1981)
- A számítógép tegnaptól holnapig (1987)
- Rendszer és modell I–II. (1987–89)
- Technika és energia (1988)
- Komputervilág (1995)
- Informatika alapismeretek (1999)
- Szövegszerkesztés (2000)